# Hermann Nuber
Hermann Nuber (født 10. oktober 1935 i Offenbach, Tyskland, død 12. december 2022) var en tysk fodboldspiller (forsvar) og -træner, der spillede hele sin karriere hos Kickers Offenbach i sin fødeby. Han var også kortvarigt klubbens træner i 1984.
Han nåede aldrig at spille en kamp for det vesttyske landshold, men var en ubenyttet reserve under VM i 1958 i Sverige.